# Bołtutinskoje
Bołtutinskoje (ros. Болтутинское сельское поселение) – jednostka administracyjna (osiedle wiejskie) wchodząca w skład rejonu glinkowskiego w оbwodzie smoleńskim w Rosji.
Centrum administracyjnym osiedla wiejskiego jest wieś (ros. деревня, trb. dieriewnia) Bołtutino.

## Geografia
Powierzchnia jednostki administracyjnej wynosi 323,98 km², zaś jej główne rzeki to Wołosć i Chmara.

## Historia
Osiedle powstało na mocy uchwały obwodu smoleńskiego z 28 grudnia 2004 r., a uchwałą z 20 grudnia 2018 z dniem 1 stycznia 2019 w granicach osiedla wiejskiego Bołtutinskoje znalazły się wszystkie miejscowości zlikwidowanego osiedla bierdnikowskiego.

## Demografia
W 2020 roku osiedle wiejskie zamieszkiwało 827 mieszkańców.

## Miejscowości
W skład jednostki administracyjnej wchodzi 26 miejscowości (wyłącznie dieriewnie): Bierdniki, Bieriozkino, Biezzaboty, Bolszaja Nieżoda, Bolszoje Tiszowo, Bołtutino, Chotiejewo, Dienisowo, Iwonino, Jasienok, Kamienka, Kaśkowo, Korystino, Kukujewo, Nieżoda, Nowo-Chanino, Nowoje Tiszowo, Ozieriensk, Połuchotiejewo, Rogulino, Rozowka, Rukino, Siwcewo, Sołowieńka, Staraja Buda, Staro-Chanino.